# Județul Vâlcea (antebelic)
Județul Vâlcea a fost o unitate administrativă de ordinul întâi din Vechiul Regat al României (existent în perioada antebelică). Județul se afla în regiunea istorică Oltenia, iar reședința era orașul Râmnicu Vâlcea.

## Așezare și limite

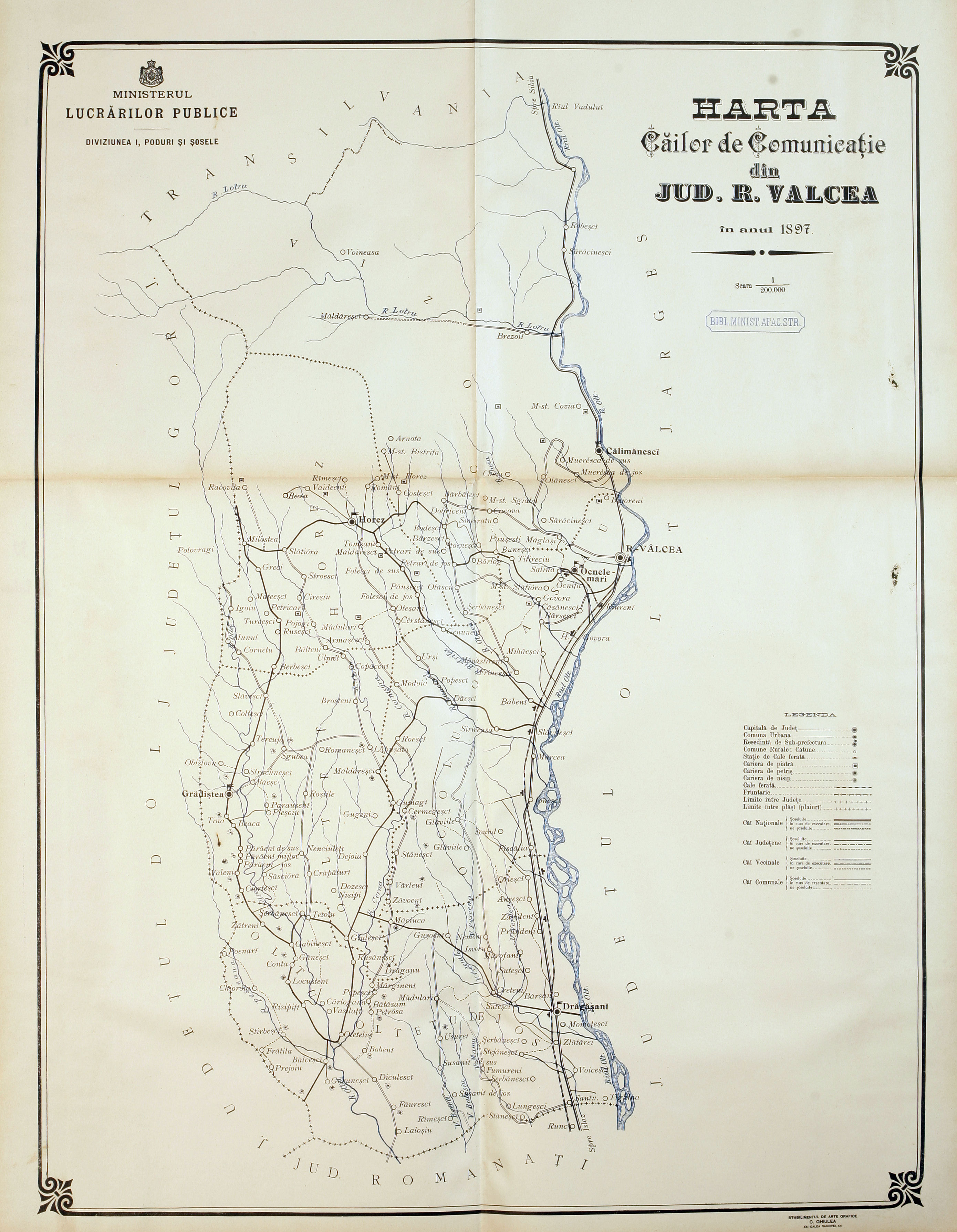
Harta județului Vâlcea în Atlasul Căilor de Comunicații din 1897

Județul Vâlcea era un județ de frontieră. Se învecina cu Transilvania (ce făcea parte atunci din Austro-Ungaria) și cu județele românești Argeș, Olt, Romanați, Dolj și Gorj.

## Istoric
În anul 1864, domnitorul Alexandru Ioan Cuza dă prima lege de organizare administrativ-teritorială modernă a teritoriului României. Legea prevedea împărțirea țării în 33 de județe, având ca subdiviziuni plășile și comunele (urbane și rurale). Județele și comunele erau investite cu personalitate juridică și cu organe deliberative și executive: consiliul județean și prefectul (acesta din urmă ca reprezentant al guvernului în teritoriu), respectiv consiliul comunal
și primarul (în calitate de reprezentant al guvernului în teritoriu). Plășile erau simple subdiviziuni ale județelor, fără personalitate juridică, conduse de subprefecți, cu atribuții de supraveghere și control asupra autorităților comunale.
Județul antebelic Vâlcea era împărțit în 1892 în 10 plăși și 2 plaiuri: Cozia cu reședința în comuna Călimănești și Horezul cu reședința în comuna Horezu și plășile Cerna de Jos cu reședința în comuna Giulești, Cerna de Sus cu reședința în comuna Măldărești, Mijlocul cu reședința în comuna Zătreni, Ocolul cu reședința în comuna Ocnele Mari, Oltețul de Jos cu reședința în comuna Bălcești, Oltețul de Sus cu reședința în comuna Slăvești, Oltul de Jos cu reședința în comuna Drăgășani și Oltul de Sus cu reședința în comuna Băbeni. În anul 1895 au fost comasate unele plăși, numărul lor reducându-se la 5: Ocolul-Otăsăul, Horezu, Cozia, Oltețul de Sus și Oltul-Oltețul de Jos. Județul avea 3 comune urbane (Râmnicu Vâlcea-reședința județului, Drăgășani și Ocnele Mari) și 163 comune rurale.
Județul Vâlcea era primul județ al României după producția de vin, aproape 8000 ha fiind acoperite cu vii, mai ales pe dealurile din comunele: Mitrofani, Amărăști, Sutești. Vinurile din acest județ erau și exportate în străinătate.
Pe lângă renumitele izvoare de ape minerale de la Călimănești, Olănești, Ocnele Mari, Govora și Căciulata, mai existau și altele în: Oteșani (plaiul Horezu; ape sulfuroase), Păușești-Otăsăul și Cheia (peste 15 izvoare cu apă alcalină sulfuroasă), grădina numită Zăvoiul din Râmnic (ape alcaline sulfuroase; aici s-a construit un stabiliment balnear). Ape salifere se găseau la: Pietrari de Sus (plaiul Cozia; localitatea Valea Sărată), Urzicarul, Pietrari de Jos, Bîrzești. În plaiurile Cozia și Horezul, dar și în plășile Oltețul de Sus, Ocolul și Otăsăul se găseau întinse livezi cu pruni, din care se fabrica țuică.
Industria nu era dezvoltată, fiind doar pentru trebuința casnică (dogărie, rotărie, olărie; practicate în toate comunele, cu deosebire în cele din jurul Râmniculu). Exista o școală de dogărie în Drăgășani și una de meserii în Râmnic.
Se oragnizau bâlciuri la: Râureni (cunoscut și în străinătate, de Sfânta Maria Mică; în vechime se organiza pe 15 august în fața mănăstirii Govora, dar și pe locul unde este Ocnița), lângă Râmnic (29 iunie și 14 octombrie), Drăgășani (de Sfânta Maria Mare-15 august, Înălțarea Sfintei Cruci-14 septembrie și Sfântul Dumitru-26 octombrie), Otetelișul (10 iulie), Slăvești (Duminica Floriilor și 26 octombrie), Vaideeni (25 martie și Duminica Floriilor). Se mai organizau și în comunele Bălcești, Grădiștea, Fometești, Jilava și Slăvitești.

## Marca
Marca (stema) județului Vâlcea era un poștalion. Probabil aceasta a fost adoptată de către habsburgi spre a perpetua memoriei atât ocuparea Olteniei (1718-1739), dar mai ales construirea șoselei Via Carolina (pe valea Oltului). În realitate vechea stemă era un copac, simbolizând pădurile multe și vechi ale acestui județ. Se presupunea că stema județului a fost un copac încă dinaintea ocupării Olteniei de către habsburgi.